# Espace Léopold
Espace Léopold (franska) eller Leopoldruimte (fil) (nederländska) är ett komplex av byggnader i Bryssel, Belgien som inhyser Europaparlamentet, en av de två lagstiftande församlingarna inom Europeiska unionen (EU) (tillsammans med Europeiska unionens råd).
Espace Léopold består av ett antal byggnader, företrädesvis Paul-Henri Spaak (PHS; den äldsta byggnaden) och Altiero Spinelli-byggnaden (den största byggnaden). Paul-Henri Spaak inhyser debattkammaren och talmannens kontor. 